# Dionys Baeriswyl

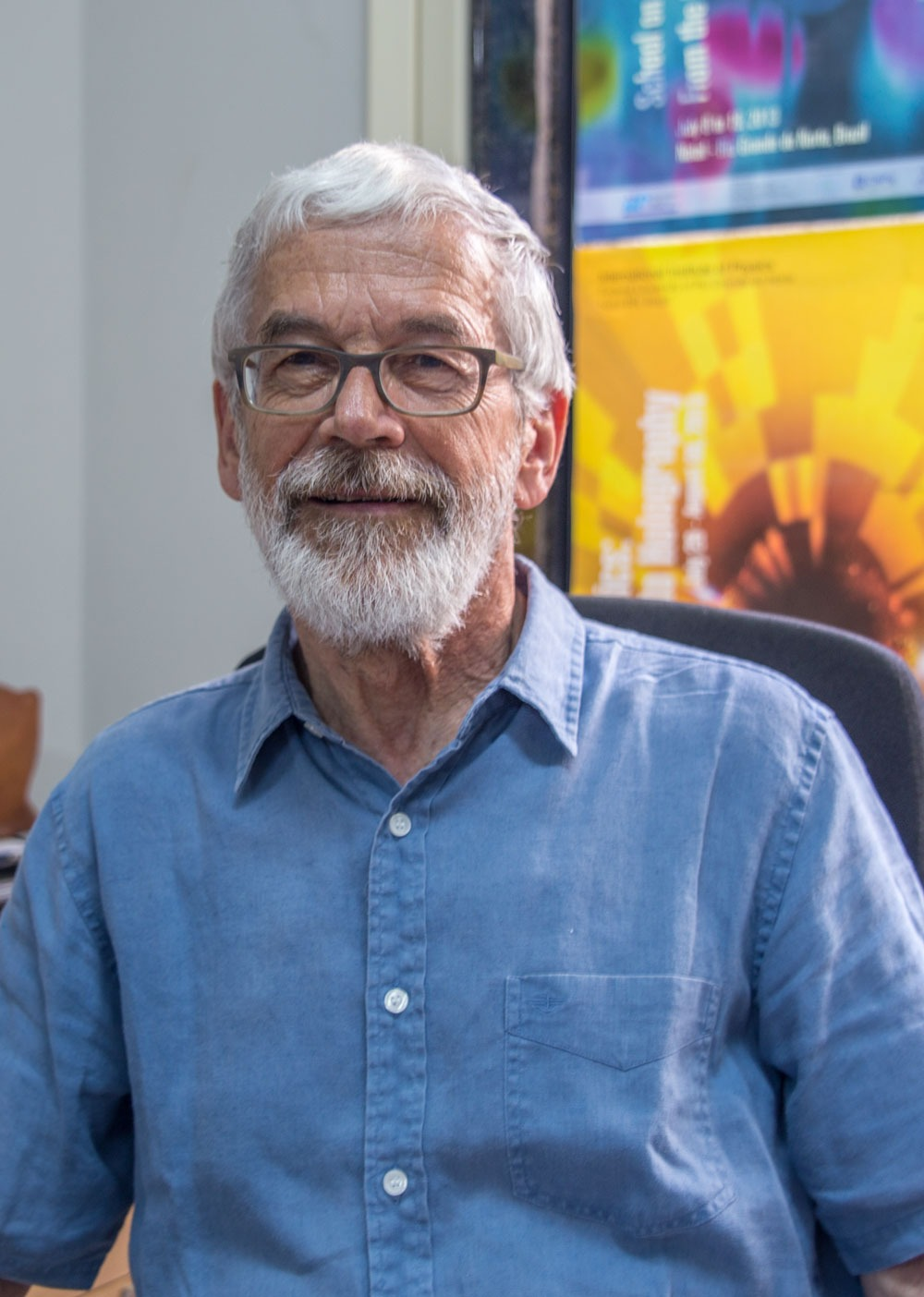
Dionys Baeriswyl

Dionys Baeriswyl (* 23. Juni 1944 in Genf; † 9. August 2023 in Affoltern am Albis), Sohn von Alois (1899–1985) und Maria Elisabeth Baeriswyl-Notter (1908–1964), war ein Schweizer theoretischer Physiker und emeritierter ordentlicher Professor der Universität Freiburg (Schweiz), der sich mit der Physik der kondensierten Materie beschäftigte. Baeriswyl war vor allem für seine Beiträge zur Theorie stark korrelierter Elektronensysteme bekannt. Insbesondere hatte er grundlegende Arbeiten über konjugierte Polymere und andere quasi-eindimensionale elektronische Systeme durchgeführt und dabei schon früh die Bedeutung elektronischer Korrelationen in diesen Systemen betont. Darüber hinaus war Baeriswyl bekannt für seine Arbeiten über Variationswellenfunktionen für ein- und zweidimensionale korrelierte Elektronensysteme, die er auf den Peierls- und den Mott-Übergang sowie auf die Supraleitung in Hochtemperatursupraleiter-Cuprate anwendete. Im Zuge dieser Arbeit führte er die als Baeriswyl-Wellenfunktion bekannte Variationswellenfunktion ein, die als stark koppelndes Komplement zur Gutzwiller-Wellenfunktion betrachtet werden kann. Während die Gutzwiller-Wellenfunktion Korrelationseffekte in den freien Elektronenzustand einbezieht, berücksichtigt die Baeriswyl-Wellenfunktion die wandernde Elektronenbewegung in einem lokalisierten, stark korrelierten isolierenden Zustand.

## Ausbildung
Dionys Baeriswyl besuchte das Gymnasium am Benediktinerkollegium in Sarnen. Dort entdeckte er seine Leidenschaften für Naturwissenschaften, Fremdsprachen und Musik, insbesondere Klavier und Orgel. Sein Physikstudium schloss er 1969 an der Universität Basel mit einem Diplom in theoretischer Kernphysik ab. 1973 promovierte er an der Universität Genf mit einer Arbeit über die Theorie der Elementaranregungen in suprafluidem Helium. 1979 erwarb er das Lehrdiplom für das höhere Lehramt des Kantons Zürich. 1985 erhielt er die Venia Legendi an der ETH Zürich mit einer Habilitationsschrift über theoretische Aspekte von leitfähigen Polymeren.

## Akademische Laufbahn
Baeriswyl leitete von 1989 bis 2000 das Institut für Theoretische Physik an der Universität Freiburg, war von 2002 bis 2004 Dekan der Naturwissenschaftlichen Fakultät (Hochschule) und von 2007 bis 2009 Präsident des Physik-Departements. Im Jahr 2003 wehrte er sich erfolgreich gegen drastische Budgetkürzungen, indem er die Fakultät öffentlich verteidigte: La faculté des sciences est une entreprise saine.

## „Fribourg Center for Nanomaterials“ (FriMat)
Während seiner Amtszeit als Dekan der naturwissenschaftlichen Fakultät der Universität Freiburg traf Dionys Baeriswyl den Schweizer Unternehmer Adolphe Merkle, um die Verleihung der Ehrendoktorwürde am Dies academicus am 15. November 2003 zu besprechen. Merkle spendete 2006, unter anderem durch Baeriswyls Vermittlung, 100 Millionen Schweizer Franken an die Universität Freiburg für die Gründung eines neuen wissenschaftlichen Instituts für Nanomaterialien (FriMat), später Adolphe Merkle Institut (AMI) genannt.

## Berater des Internationalen Instituts für Physik in Natal, Brasilien

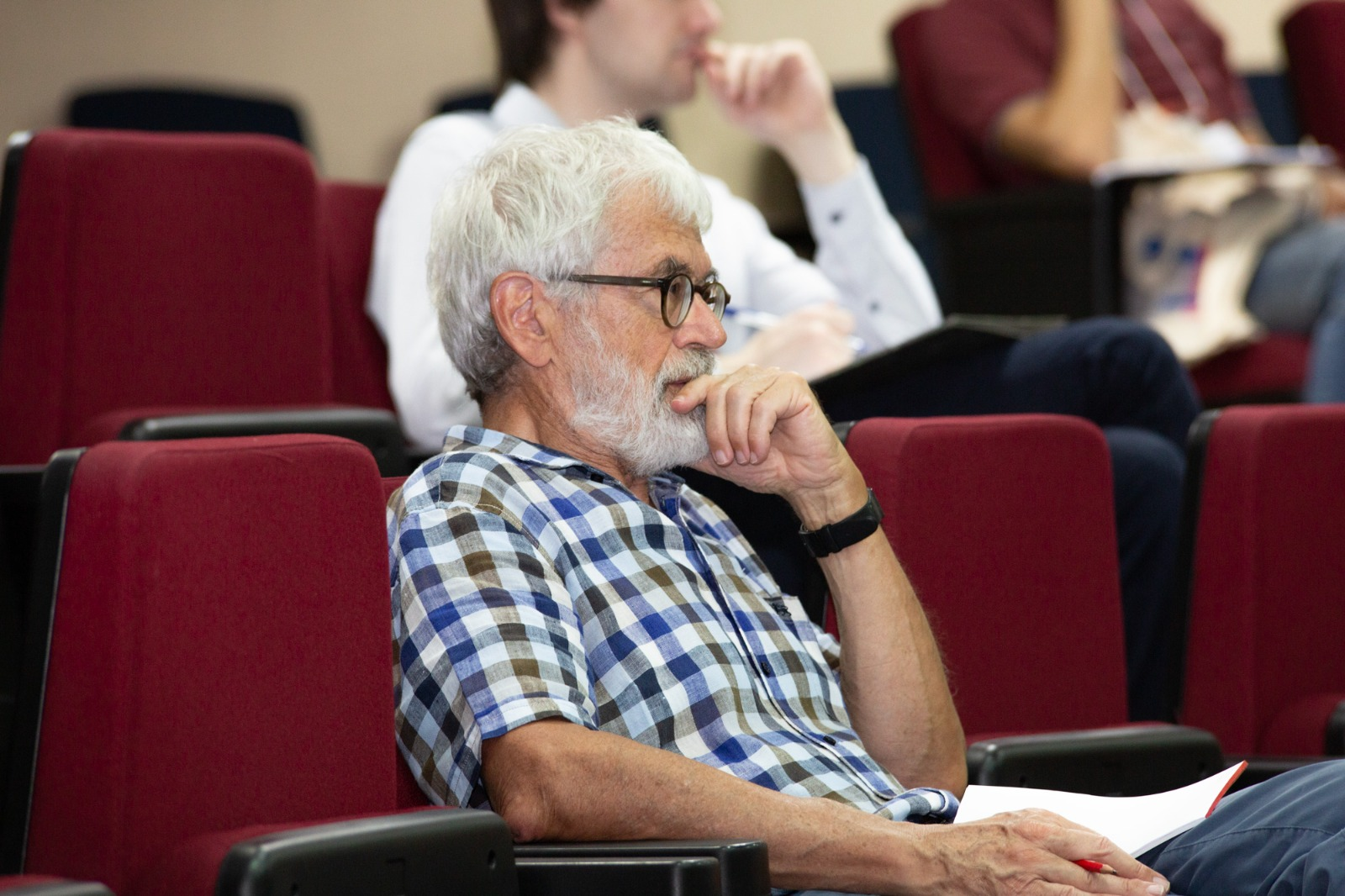
Dionys Baeriswyl in der Aula des International Institute of Physics (IIP) in Natal, Brasilien

Dionys Baeriswyl war seit dessen Gründung im Jahr 2009 sechs Jahre lang Mitglied des Internationalen Beirats (IAC) des Internationalen Instituts für Physik (IIP) in Natal, Brasilien.
Der IAC hat die akademische Leitung des IIP inne, indem er die akademischen Programme, die Neueinstellung von Forschungsleitern und die Entwicklung neuer Forschungsbereiche leitet. Am IIP war Baeriswyl auch direkt an der Organisation mehrerer wissenschaftlicher Tagungen zur Physik der kondensierten Materie und verwandter Themen beteiligt. Nach seinem Ausscheiden aus dem Vorstand wurde er zum IIP Distinguished Professor ernannt.

## Organisator von Konferenzen und Tagungen

### Gwatt-Treffen
Baeriswyl organisierte von 1977 bis 1993 Konferenzen mit internationalen Teilnehmern in Gwatt (am Thunersee, Schweiz) zu Themen wie Die RG-Methode in der Physik der kondensierten Materie (1977), Nicht-Gleichgewichtsinstabilitäten (1978), Aktuelle Probleme in der Supraleitung (1979), Niederdimensionale Materialien, Polymere und Flüssigkristalle (1981), Nichtlineare Phänomene (1982), Gebrochene Symmetrie in der Physik der kondensierten Materie und in der Feldtheorie (1985), Physik der lebenden Materie (1986), Quantenmechanik heute (1987), Neue Entwicklungen im Viel-Elektronen-Problem (1989), Elektronentransport in niedrig-dimensionalen Strukturen (1900), Phänomenologie der Supraleitung (1991), Magnetismus (1992).

### „Institut für wissenschaftlichen Austausch“ (ISI) in Turin
Die Workshops am Institut für wissenschaftlichen Austausch (Institute for Scientific Interchange ISI) in Turin, begannen 1987 unmittelbar nach der Entdeckung der Hochtemperatursupraleiter mit einer Gruppe von sieben Wissenschaftlern aus sechs Ländern (das einzige Land mit zwei Teilnehmern war die Schweiz) und weiteten sich auf große Gruppen von Wissenschaftlern aus dem Westen und der ehemaligen Sowjetunion, aus, welche für mehrere Monate im Jahr während des Zeitraums von 1987 bis 1993 anspruchsvolle Themen besprachen. 1988 war Baeriswyl federführender Herausgeber des Buches Interacting Electrons in Reduced Dimensions, das über ein gleichnamiges NATO Advanced Summer Institute am ISI im Oktober 1988 berichtete. Die Ergebnisse dieses Workshops wurden als Band 213 der NATO ASI Series B: Physics (1989) veröffentlicht. In den folgenden Jahren war Baeriswyl zwei Jahrzehnte lang Mitglied des wissenschaftlichen Beratungsausschusses des ISI.

### Internationale Workshops in Évora
Zwischen 1989 und 2019 arbeitete Baeriswyl eng mit José Manuel Pereira Carmelo und anderen Physikern als Organisator und Mitwirkender bei internationalen Workshops in Évora, Portugal, zusammen. Diese Veranstaltungen brachten Redner aus der ganzen Welt zusammen und trugen wesentlich zur wissenschaftlichen Ausbildung junger Forscher, vor allem aus Portugal und Spanien, bei.

## Veröffentlichungen
über Polymere
- mit Kazumi Maki: Electron Correlations in Polyacetylene. In: Physical Review, B 31, 6633 (1985)[10]
- mit D. K. Campbell, S. Mazumdar: An Overview of the Theory of pi-Conjugated Polymers. In: H. G. Kiess (Hg.): Conjugated Conducting Polymers  (= Springer Series in Solid-State Sciences, 102). Springer, Berlin 1992, S. 21.[11]

über die Baeriswyl-Variationswellenfunktion
- Variational schemes for Many-Electron Systems. In: A. R. Bishop et al. (Hg.): Nonlinearity in Condensed Matter (= Springer Series in Solid State Sciences, 69). Springer, Berlin 1987, S. 183[12]
- mit M. Dzierzawa, M. Di Stasio: Variational wave functions for the Mott transition: The 1/r Hubbard chain. In: Physical Review. B 51, 1993(R) (1995)[13]

## Co-Autoren
Zu seinen Mitautoren bei Arbeiten über konjugierte Polymere, andere eindimensionale Systeme und das Hubbard-Modell gehören Alan R. Bishop, David Kelly Campbell, Kazumi Maki, Sumit Mazumdar, José Manuel Pereira Carmelo, Cristiane de Morais Smith.

## Nachrufe
- Prof. Dionys Baeriswyl condolence note auf der Website des International Institute of Physics (IIP), in Natal, Brasilien
- Tribute to the memory of Dionys Baeriswyl. auf der Website des National Center of Competence in Research MaNEP (Materials with Novel Electronic Properties)
- Obituary for Dionys Baeriswyl auf der Website der Schweizerischen Physikalischen Gesellschaft (SPG)
- In Memoriam Dionys Baeriswyl am Workshop on Criticality, Dynamics, and Nonequilibrium Behavior in Quantum Systems in Évora, Portugal, 2-6 October 2023
- Xavier Bagnoud: In Memoriam Prof. Dionys Baeriswyl. In: Bulletin de la Société Fribourgeoise des Sciences Naturelles, Volume 112 (2023), S. 189–191.
- Xavier Bagnoud: Hommage à la mémoire de Dionys Baeriswyl. In: Le Photon. Bulletin de l’association des ancien·nes étudiant·es et collaborateur·trices du département de Physique de l’Université de Fribourg. N° 34, 2023, S. 15–16.